# Ottone in villa
Ottone in villa (RV 729) est un opéra en trois actes d'Antonio Vivaldi sur un livret de Domenico Lalli, pseudonyme de Nicolò Sebastiano Biancardi. C'est le premier opéra composé par Vivaldi, dont la première représentation eut lieu le 17 mai 1713 au Teatro delle Grazie à Vicence.
Le drame pastoral de Lalli se situe dans la Rome impériale et constitue une adaptation de l'ouvrage satirique de Francesco Maria Piccioli pour l'opéra Messalina de Carlo Pallavicino (1679). Mais des changements sont apportés par Lalli dans la distribution des rôles. Messaline devient un personnage fictif, Cleonilla, l'empereur romain Claude est remplacé par un autre (éphémère) empereur : Othon, personnage que l'on retrouve par exemple dans L'incoronazione di Poppea de Monteverdi et dans l'Agrippina de Haendel.